# 曹伯闻
曹伯闻（1893年—1971年），又名政典，男，湖南长沙人，男，中国政治人物，曾任湖南省政协副主席，中国国民党革命委员会中央委员会委员、湖南省委员会主任委员，第一、二、三届全国人大代表，第二届全国政协委员。